# Jacob Severin
Jacob Sørensen Severin (* 27. Oktober 1691 in Sæby; † 21. März 1753 auf Schloss Dronninglund) war ein dänischer Kaufmann und Grönlandpionier.

## Leben

### Frühes Leben
Jacob Severin wurde als Kind des späteren Stadtvogts von Sæby, Søren Nielsen (um 1660–1730), und seiner Frau Birgitte Ottesdatter (1657–1737) geboren. Über seine Kindheit ist nichts bekannt. Er erhielt vermutlich Privatunterricht und erhielt 1706 seine Hochschulberechtigung. Er begann ein Theologiestudium, das er jedoch nicht abschloss. Am 22. Dezember 1713 heiratete er in Kopenhagen im Alter von 22 Jahren die über 40 Jahre ältere Maren Nielsdatter (um 1650–1734), die vermögende Witwe des Kopenhagener Kaufmanns Segud Langwagen. Dadurch kam er selbst mit dem Handelswesen in Kontakt und wurde selbst ein erfolgreicher Kaufmann. Für 1728 und 1729 wird sein Name in Verbindung mit Walfang bei Spitzbergen und einem Handelsoktroy in der Finnmark sowie Handelstätigkeiten in Island genannt. Für seine kaufmännischen Verdienste wurde er zu einem der 32 Männer ernannt, einem politischen Gremium, aus dem später der Kommunalrat Kopenhagens hervorging. Eine Zeitlang stand er dem Gremium als Vorsitzender vor.

### Als Kaufmann in Grönland
Jacob Severin verwaltete Claus Paarss’ private Finanzen, während dieser von 1728 bis 1731 als Gouverneur in Grönland diente. König Christian VI. wollte bei seiner Thronbesteigung 1730 zunächst Handel und Mission in Grönland aufgeben. Es wurde eine Kommission eingerichtet, die über das weitere Verfahren diskutieren sollte. In dieser von 1731 bis 1732 aktiven Kommission war Jacob Severin Mitglied. Mit deutlicher Minderheitenmeinung setzte er sich für die Fortführung des Handelswesens ein und als ehemaliger Theologiestudent empfahl er auch ein Fortsetzen der Missionsarbeit im Sinne von Hans Egede, der sich weiterhin in Grönland befand und sich weigerte dem Entschluss des Königs Folge zu leisten. Da es keine anderen Interessenten für weitere Handelstätigkeiten in Grönland gab, schickte Jacob Severin den heimgekehrten Kaufmann Mathias Andreas Fersleff zurück nach Grönland, wo dieser Untersuchungen durchführen sollte, wie der Handel fortgesetzt werden könnte. 1733 erklärte Jacob Severin sich bereit, alleine den Handel zu übernehmen. 1734 wurde sein Antrag genehmigt und er erhielt das Monopol über den gesamten Grönlandhandel. Einige Monate später starb seine Frau im Alter von Mitte 80 Jahren, während Jacob Severin erst 42 war. Er heiratete deswegen um 1735 Birgitte (Birte) Sophie Nyegaard (1704–1739), Tochter des Pastors Peder Nielsen Nyegaard (1666–1719) und seiner zweiten Frau Gjertrud Lisbeth Jersin (1680–1716). Aus der Ehe gingen die Tochter Maren Jacobsdatter Severin (1737–1740) und der Sohn Søren Jacobsen Severin (*/† 1739) hervor. Beide Kinder starben jung.
Jacob Severin arbeitete eng mit Hans Egedes Söhnen Poul Egede und Niels Egede zusammen. Noch im Jahr der Übernahme des Grönlandhandels wurde durch Jacob Severin auf Anraten Fersleffs die Kolonie Christianshaab in Qasigiannguit gegründet, in der Poul Egede zum Missionar ernannt wurde. Die Kolonie in der Diskobucht war erst die zweite des Landes nach der Kolonie Godthaab in Nuuk und wurde als wichtig angesehen, um sich gegen die Konkurrenz holländischer Walfänger in der Diskobucht zu wehren und die dänischen Ansprüche auf Grönland zu untermauern. 1736 kaufte er für 60.000 Rigsdaler Schloss Dronninglund mit dem Gut Dronninggård und ein Gut im südlich gelegenen Hals, wo er den Hafen Grønlands Lykke („Grönlands Glück“) anlegte, über den der Grönlandhandel lief. Wegen der harten Konkurrenz und dem wirtschaftlichen Erfolg der Holländer erhielt Jacob Severin das Recht, seine Handelsschiffe mit Waffen auszurüsten. Der Konflikt eskalierte 1738/39, als Jacob Severin fremden Handel verbieten ließ und anschließend holländische Walfängerschiffe bombardierte, was dem dänischen Handel tatsächlich einen kleinen Aufschwung verpasste. 1741 wurde eine dritte Kolonie in Ilulissat errichtet, die nach Jacob Severin Jacobshavn genannt wurde. Im selben Jahr wurde im nahegelegenen Ilimanaq, wo Poul Egede schon seit 1736 missionarisch tätig war, die Missionsloge Claushavn gegründet. 1742 wurde die vierte grönländische Kolonie Frederikshaab in Paamiut südlich von Nuuk errichtet. Nachdem seine zweite Frau 1739 jung gestorben war, heiratete er 1742 die 28 Jahre jüngere Maren Dalager (1719–1753), die Tochter des Zollbediensteten Jens Laursen Dalager (um 1670–1742) und seiner Frau Anna Goe (1688–1769). Ihre Mutter war Jacob Severins Cousine. Mit Lars Dalager (1722–1772) und Carl Dalager (1726–1799) hatte seine dritte Frau zwei jüngere Brüder, die kurz nach der Eheschließung in Jacob Severins Dienste traten und in den folgenden Jahrzehnten bedeutende Rollen im Handel einnehmen sollten. Jacob Severin hatte trotz allem ebenfalls nicht allzu viel Glück mit dem Grönlandhandel. Mehrere Handelsschiffe sanken, seine Prüdukte fanden keinen Absatz in Europa und der Walfang war immer noch erfolglos im Vergleich zur holländischen Konkurrenz. Nachdem sein Monopol mehrfach verlängert worden war, bat Jacob Severin nicht erneut um eine Verlängerung, sodass er sich 1750 aus dem Grönlandhandel zurückzog, der daraufhin an Det Almindelige Handelskompagni überging, aus der 1774 Den Kongelige Grønlandske Handel hervorging.

### Späteres Leben
Nach dem Rückzug aus Grönland widmete er sich der Gründung einer Heringssalzerei in Nordland. Jacob Severin galt aus außerordentlich freundlicher Mann, der alle seine Angestellten gut behandelte, sowie als ein mutiger und fleißiger Kaufmann, letztlich aber auch als ein nur mittelmäßig erfolgreicher. Aus seiner dritten Ehe hatte Jacob Severin die Kinder Birgitta Sophia Jacobsdatter Severin (*/† 1742), Maren Jacobsdatter Severin (*/† 1744), Anna Catarina Jacobsdatter Severin (*/† 1745) und Søren Nielsen Jacobsen Severin (*/† 1751), die ebenfalls alle als Säuglinge starben. Seine Frau starb am 7. März 1753 auf Schloss Dronninglund im Alter von 32 Jahren und Jacob Severin starb 16 Tage später im Alter von 61 Jahren, wobei er seinen Erben nur rund 9000 Rigsdaler hinterließ.